# Parafia św. Franciszka z Asyżu w Wytownie
Parafia pw. św. Franciszka z Asyżu w Wytownie - parafia należąca do dekanatu Ustka, diecezji koszalińsko-kołobrzeskiej, metropolii szczecińsko-kamieńskiej. Została utworzona w 1968. Siedziba parafii mieści się pod numerem 40.

## Kościół parafialny
Kościół pw. św. Franciszka z Asyżu w Wytownie, zbudowany w XVII w.

## Kościoły filialne i kaplice
- Kościół pw. Podwyższenia Krzyża Świętego w Machowinie
- Punkt odprawiania Mszy św. w Poddąbiu